# خضر بن جنید رازی
شیخ العارفین مرجع الاسلام خِضر بن جُنید رازی مشهور به شیخ جنید رازی عالم، زاهد و عارف و واقفِ نامدار ایرانی است که در قرن نهم هجری می‌زیست. او در سال ۸۷۳ هجری قمری بخشی از دارایی‌هایش را شامل سه مزرعه و قنوات و توابع و لواحقش در اطراف آرامگاه امامزاده جعفر در پیشوا وقف مزار این امامزاده نمود و به سبب علوم، عرفان و موقوفاتش دارای شهرت است. شیخ جنید را می‌توان مؤسس شهر امامزاده جعفر (پیشوای امروزی) در محل شهر باستانی سامنات دانست.

## زندگی‌نامه
درویش خضر در دوره تیموریان در ری چشم به جهان گشود. او در کسوت اهل سلوک، قدوة الزهاد و پیشوای سالکان و عابدان عصر خودش بود و در کسوت علم دین در ری مرجع الاسلام و مجتهدی جامع الشرایط بود. امیری فیروزکوهی او را فرزند شیخ جنید از فرزندان خضر بن محمد حبلرودی رازی از برجسته‌ترین متکلمان شیعه در قرن نهم هجری و کلیددار حرم علی بن ابی طالب و صاحب کتاب‌های «تحفة المتقين في اصول‌الدين»، «حقائق العرفان في خلاصة الأصول و المیزان»، «کاشف االحقایق فی شرح درة المنطق»، «جامع الدقائق»، «إثبات إمامة الأئمة الاثنی‌عشر عليهم‌السلام»، «کتاب في الإمامة»، «التحقيق المبين في شرح نهج المسترشدين»، «التوضيح الأنور بالحج الواردة لدفع شبهة الأعور»، «جامع الأصول في شرح ترجمة رسالة الفصول»، «جامع الدرر في شرح الباب الحادى عشر» و غیره دانسته و گفته شیخ خضر این ادبیات و عرفان والا را در محضر پدر و جدش در نجف کسب کرده‌است.
خضر بن جنید رازی در سال ۸۷۳ هجری قمری  بخشی از دارایی‌هایش شامل سه مزرعه را به همراه قنوات و توابعش وقف مزار امامزاده جعفر نمود و به جهت صیانت از حریم و خدمت امامزاده مقرر نمود تا دوزاده نفر از فرزندانش در هر دوره زمانی خادم امامزاده باشند. همچنین بزرگترین فرزند پسری را در هر دوره به عنوان تولیت مقرر نمود تا متولی اراضی و املاک موقوفات باشند و امور خدام و آستان امامزاده را مباشری نمایند. شیخ خضر به همراه دو پسرش جنید و حسین به آبادی این مقبره و زمین‌های پیرامون ش پرداختند و به عنوان نخستین متولیان شناخته می‌شوند. او سرانجام پس از وقف  موقوفاتش چشم از جهان فروبست و در پایین پای امامزاده جعفر بن موسی کاظم دفن گردید.

## متن وقف‌نامه
این وقفنامه به صورت یکپارچه بوده و صرفاً به جهت تسهیل در قرائت عنوان‌گذاری و بخش‌بندی شده‌است، همچنین به دلیل ناخوانا بودن برخی کلمات از لغات جایگزین در قلاب استفاده شده‌است.

### سجّلات بالای وقف‌نامه
- قَد وَقَعَ الوَقفُ فِی المَتن کَما رَقِمَ و سَطِر بِشَرطِ المَذکور فِی هذِه الوَرَقَة، حَرَّرَه داعِی الدّولَة الباهرة. مُهر دارد. به امید شفاعت، یعقوبعلی.
- قَد وَقَعَ الوَقفُ بِإنضمامِ الشُّروط فی المَتن کَما رَقِم و سَطر لَدی الدّاعی الدّولة القاهرة الباهرة. خادم شریعت. مُهر، لایُقرَأ.
- قَد وَقَعَ الوَقفُ بِما رَقِم فِیهِ الاثم الجانی الدّولة القاهرة. مُهر، لایُقرَأ.
- قَد وَقَعَ الوَقفُ بِما سَطِر لَدی الحَقیر المُحتاج الدّاعی الدّولة القاهرة الباهرة. بتاریخ ذیل؛ مهر، لایُقرَأ.
- وُقفِیَت قَنوات و مزارعِ مذکور از قرار متن و إعترافِ واقف و شروط مسطور در نزد داعی دولت و خادم شریعت. مهر، لایُقرَأ.

### دیباچه وقف‌
بِسمِ اللهِ الرَّحمنِ الرَّحیمِ و بِهِ نَستَعین؛
اَلحَمدُللهِ الواقفِ بِمواقفِ الآیاتِ وَ العالمِ بمعالمِ البَریّات وَ الواهبِ بمواهِب العَطیّاتِ وَ الصَّلوةُ و السَّلامُ عَلی سَیّدِالعربِ وَالعَجم، مُحمّدٍالمُصطَفی الأمجَدِ الأکرمِ، أشرفِ المَخلوقاتِ و آلهِ المُبعِدینَ عنِ المَعاصی و الخَطیئاتِ، سیَّما إبنُ عَمِّهِ و خَلیفَتِه بلافَصلٍ علیّ بنِ أبی طالِبٍ، علیه أفضَلُ التَّحیّاتِ.
امّا بَعدُ، شُکر و سپاسِ متینُ الأَساس، وقفِ بارگاهِ حضرتِ احدیّت واقفُ الأسرار است و عینُ الحیاةِ امانی و آمالِ عابدان و زاهدان را از سرچشمهٔ شکیبایی جاری ساخته.
درود و تحیّاتِ افزون از قیاس، صرفِ درگاهِ رسالت‌مَآبی است که از راهِ عطوفت، اراضیِ صدورِ مخلصان را بِوادیِ همّت‌افزای «قُل لا أَسئَلُكُم عَلَیهِ أَجراً إِلاَّ المَوَدَّةَ فِی القُربى» بِنورِیقینِ محض، روشن کرده و گم‌گشتگانِ طریقِ دریای لایَتناهی را متوسّل به ناخدای «مَثَلُ أَهْلِ بَيْتِي فِيكُمْ كَمَثَلِ سَفِينَةِ نُوحٍ فمَنْ دَخَلَهَا نَجی» نجات جسته، «وَ مَنْ تَخَلَّفَ عَنْهَا غَرِقَ» غرق نموده.
صدرِ رَقَمِ صداقت‌توأَم، که از جانبِ خداوندِ اکرم نزول یافته، مدلول است بر کمالِ بزرگی و بزرگواری آن مسندِ «لَوْلَاکَ لَمَا خَلَقْتُ الْأَفْلَاک» و دُرَّ مَن قالَ «مَّا كَانَ مُحَمَّدٌ أَبَا أَحَدٍ مِّن رِّجَالِكُمْ وَلَكِن رَّسُولَ اللَّهِ وَخَاتَمَ النَّبِيِّينَ» حاکی است بر ثبوتِ نبوتِ پیغمبری.
رتبه نبوتِ آن رحمتِ مطلق و نعمتِ حق و خطابِ مستطابِ ملکِ وهّاب «وَمَا أَرْسَلْنَاكَ إِلَّا رَحْمَةً لِلْعَالَمِينَ» از مصدرِ جلالِ . . . وادیِ ضلالت و مضمون آیه وافیِ هدایت «و الهدایَةُ إلی سَبیلِ الرّشادِ» مبتنی است بر تقربِ آن مسندنشینِ «قَابَ قَوْسَینْ‌ِ أَوْ أَدْنیَ‌» و آیه وافیِ هدایت « بِالمُؤمِنينَ رَئوفٌ رَحيمٌ».
واصفِ وَصفِ خُلقِ کسی که قرآن است، خلق را نَعتِ او چه امکان است؟ لاجَرم معترف به عجز و قصور، می‌فرستیم تحیَّتی از دور، بر ارواحِ آلِ رسولِ واجب التَّعظیمِ و الإجلال، إلی یَومِ القیامَة، بَعد برای اربابِ دانش و اماثِل.

### نیت وقف و شخصیت واقف
وقفِ مُؤبّدِ شرعی و حبسِ مُخَلَّدِ اسلامی نموده، قُربةً اِلی الله و طَلباً لِمَرضاتِه، قُدوَةُ الزُّهادِ و الأتقیاءِ بَینِ الأنام، نقاوةُ اَهلِ الفلاحِ و الصَّلاح، مَرجعُ الإسلام، العالمِ علومِ ربّانی، درویش خِضر بن درویش جُنید رازی؛

### حدود موقوفات
- همگی و تمامیِ شش‌دانگ املاک و مزرعهٔ سه‌درخت، مِن مَحالّ سبورقَرَجِ رِی، به انضمامِ قَنوات و توابع و لَواحق و مُضافات و مَنسوبات و مُحوَّطات و حدودات مزرعهٔ مذکور، شامل به حدودِ اَربعه:

شرقیاً، همهٔ آن بدامنه جبل و به اراضی کمال‌آباد و جمال‌آباد موقوفان.
حد غربیاً، همه‌جا بدامنه جبل و نهرِ سیاه آبِ خاوه.
حدِّ جنوبی، بر نهرِ مذکور.
حدِّ شمالی، همه‎جا به اماکنِ سرابالا و جبل‌الستان.
- و همگی و تمامی مزرعتانِ مُتّصلانِ موسومان به کمال‌‌آباد و جمال آباد که محدودند:

به نهرِ احمدآباد و طاحونه زبر، و به شارعِ عامِ مزارِ سرابالا، و به املاکِ هرمین که متعلق است به مزرعات سناردک و منتهی می‌شود به املاکِ میان‌کوهان و به جبلستان؛
با کافّه ضمائم و ملحقّات و با عامّه توابع و منسوباتِ مزروعانِ مزرعهٔ سه‌درخت و مزرعهٔ سرابالا و مزرعه کمال‌آباد و جمال‌آباد را بِالرَّدیعه واگذار نمودم.

### شرط وقف
مشروط به آن که از آبِ قنواتِ سه‌درخت را سهمی به جهتِ حمّام و برکه و حوضِ خانه‌ها از جهتِ صرفِ تعمیرِ عمارتِ مجاورین که ضرورت داعی شود.

### وضع وقف
اولاً وضع نمودم بعد از اقسامِ متعدّده مذکور، تعلق به سرکار مزارِ کثیرُالاَنوارِ امامزاده واجبُ التَّعظیم و لازمُ التَّکریم امامزاده جعفر بنِ امامِ همام، امام موسی الکاظم علیه السَّلام.

### مقررات وقف
مقرّر آنکه آنچه از شَتوی و صِیفی و محصولِ باغات، از قنوات و املاک، عمل شود کلاً سه قسم منقسم نمایند:
قسمی که مراد از یک ثلث بوده باشد، صرفِ روشنائی و تعمیرِ بقعهٔ مبارکه و فرشِ میان‌بقعهٔ متبرکه اهتمام کرده.
و قسمِ دیگر که مراد از یک ثلثِ دیگر بوده باشد، از بابتِ امرِ تولیت و حقِّ تولیت به متولیان مرقوم ذیل تعلق دارد.
و قسم دیگر که یک ثلث از اقسام ثلاثه باشد از جهتِ وظایف خدّامِ آستانه مبارکه قیام دارند.

### امر مباشری و تولیت
و امر مباشری امورات موقوفات مادام الحیوة تا دنیا بوجودِ شریفِ واقف، مُزیّن است تعلق بخود جناب واقف مُعظَّمٌ له دارد و بعد از اینکه ندای «ارْجِعِی إِلی رَبِّكِ» را بگوشِ هوش شنید و معنی «فَادْخُلِي فِي عِبادِي وَ ادْخُلِي جَنَّتِی» را بر خود پسندید و دنیا را بدرود گفت، امرِ مباشری و حقّ تولیت به دو پسرِ جناب واقف، عُمدةُ العبّاد و قُدوةُ الزُّهاد و هما درویش جُنید و درویش حسین...[تعلق دارد][و بعد از این دو] اَسَنّ اولادِ ذکور از اولادِ واقف، عَقباً بعدَ عقب و نسلاً بعدَ نسل. و اگر عیاذُ بالله نسلِ اولادِ ذکور منقطع شود، امرِ تولیت تعلق دارد به اَسَنّ اولاد ذکور از إناثیهٔ اولادِ واقف، چنانکه آن هم منقرض شود، حقّ ِتولیت به اَقربِ اقوام و اگر آن هم منقرض شود تعلق به حاکمِ شرعِ شریفِ بلده رِی داشته. و معمول و مقرون گردید در امرِ متولیان و خدامان از این آن الی طول زمان چون امرِ تولیت به دو نفر اَسنّ اولاد مقرر است، چنانچه از آن دو نفر متولیان یک نفر فوت شود حقّ تولیت با متولیِ دیگر که حیات دارد و به اولادِ متولیِ متوفی تعلق دارد.

### امور آستانه امامزاده و خدام و دیگر خدمات موقوفات
همچنین امرِ خدمتِ آستانه مبارکه و غیره خدمات، به دوازده نفر از اولاد واقف که قابل خدمت باشند تعلّق دارد از قبیلِ قرائت‌وتلاوتِ‌قرآن و عملِ‌شمع‌وچراغ و جاروب‌کشی و مؤذنی و کفشداری و ضابط‌برخدام و ناظربراحکام باشند و متولیانِ هر طبقه معمول دارند.

### ضوابط وقف
- و هریک از خدام به سبب کوتاهی در خدمت یا از راه اضطرار، در خدمت حاضر نباشند مأذون در عزل نیستند و امرِ خدامی را ارث قرار ندهند، مگر طبقه به طبقه متولیان، اول در عصرِ خود عزل کرده و نصب نمایند، و مادامُ الحَیوة این قواعد سنیه را الی یوم یُنفَخُ فِی الصّور ترک ننمایند.
- و اگر احیاناً یکی از اولادِ غیر خدام را در ایامِ تولیتِ هر طبقه از متولّیان، افلاس و پریشانی روی دهد، متولیانِ زمان از بابتِ حقِّ تولیت، او را مددِ معاش از موقوفات اعانت کند و از پریشانی خلاص کنند.
- عمده مقصودِ جنابِ واقف آنکه املاکِ موقوفین را هیچ وقتی از اوقات الی یَومِ المَعاد، به دستِ یاری و وسوسهٔ شیطانِ رجیم، به فروش یا به اجاره سنینِ عدیده و عقودِ متعدّده درنیاورند و به مصالحهٔ غیره‌ها مستند نشوند و [اگر] به جهتِ دفعِ ستم و ظلم، متولیان را منع در املاک موقوفه احتیاج افتد، بیع و شراء را مشروع ندانند و اگر به اجاره احتیاج افتد زیاده از یکسال و یک عقد معتبر ندانند. و احدی از آحادِ ناس، سوای متولیان در اراضی و صحاری و قنوات و انهارِ موقوفات مداخله ننمایند.
- و اهالی و سکنه و مجاورین را، متولیان و غیره هرگاه بخواهند زیادتی نمایند، از قبیل بیگار و جو و مرغ مطالبه نمایند، متولیان چنانچه از قرارِ سطور، تجاوز جایز دارند که مستحق عاق شوند. و هریک بر خود لازم دانسته و رعایای آنجا را عُنفاً کسی به جایی نبرد و زیادتی ننماید.
- چنانچه احدی از آحادِ ناس در اراضی و قنوات و خصوصِ مذکوره دخل و تصرف نماید، و متولیان از منعِ آن عاجز آیند، به حُکّامِ شرعِ ولایت عرض نمایند و بر حکام شرع لازم دانستم که خود استمداد نموده و مخالف را بیرون نمایند. و اگر حاکمِ شرعِ آن زمان نیز عاجز آید، متولیان و حاکمِ شرعِ آن زمان، به وزرای عالی‌مقام عرضه دارند، شاید آن ارکان و دولتِ قاهره و مقرّبانِ درگاهِ بارزه به ذروه عرض پادشاه آن وقت رسانیده که رفعِ تظلّم شود که بی‌شبهه موجبِ اجرِ جزیل خواهدبود ان‌شاءالله.

### لعنت‌نامهٔ وقف
و اگر یکی غیر از متولیان و خدامان در اراضی و صحاری و محصولات مذکور، دخل و تصرّف کند و چیزی از آن‌ها متصرف شود یا تغییر و تبدیل به  قواعد آن راه دهد و شروط را منظور نساخته و به حیلت‌های شرعی که موجب نفلِ عین‌ویانفع باشد توسّل جوید و بی‌اذنِ متولیان و خدامان، رِخنه در املاکِ موقوفه نمایند و یا بی‌اذن متولیان سُکنی در اراضی موقوفه نمایند یا کسی تکلیف به مصالحه و بیع و شراء با هبه یا به اجاره سنینِ عدیده به متولیان نمایند، از شفاعتِ حضرتِ شفیعُ المُذنِبین رحمت‌ٌ للعالمین محمّد بن عبدالله صلّی الله علیه و آله و سلّم بهرمند مباد و از آتش دوزخ خلاصی نداشته باشند و حضرتِ ملک منّان و قادرِ سُبحان از او بَریٖ باد.

### مؤخره وقف
وقفاً صحیحاً شرعیاً، «فمَنْ بَدَّلَهُ بَعْدَمَا سَمِعَهُ فَإِنَّمَا إِثْمُهُ عَلَى الَّذِينَ يُبَدِّلُونَهُ» «إِنَّ اللَّهَ لا يُضِيعُ أَجْرَ الْمُحْسِنِينَ » و کانَ ذلکَ فی شهر مُحرّمُ الحرام، سنةِ ثلثٍ و سبعینَ و ثمانِ مائهٍ سنةَ ۸۷۳. یا خضر نبی ادرکنی.